# Chó Côn Minh
Chó Côn Minh (Kunming) hay Chó chăn cừu Côn Minh hay còn gọi là Côn Minh lang cẩu (tiếng Trung: 昆明狼狗; bính âm: Kūnmíng lánggǒu) hay Côn Minh khuyển (tiếng Trung: 昆明犬; bính âm: Kūnmíng quǎn) là giống chó chăn cừu được lai tạo ra vào đầu những năm 50 tại tỉnh Vân Nam, Trung Quốc thủ phủ là thành phố Côn Minh để đáp ứng nhu cầu chó cảnh khuyển của quốc gia này. Giống chó Côn Minh là loại chó nghiệp vụ chủ lực của công an và quân đội Trung Quốc với đặc tính, thông minh dễ dạy và đa năng như Béc giê Đức, thích nghi với môi trường thời tiết khó khăn. Ngày nay, giống chó Côn Minh được sử dụng rất rộng rãi trong quân đội và cảnh sát Trung Quốc, thậm chí còn được sử dụng khá phổ biến trong dân sự như chó canh gác, giữ nhà. Chúng ít được biết đến hơn trong vai trò chó cảnh.

## Tổng quan
Mục tiêu việc lại tạo là tạo ra những chú chó thông minh, khỏe mạnh, thích nghi với điều kiện thời tiết địa phương và có giá thành hạ. Để thực hiện nhiệm vụ này, vào năm 1953 một nhóm gồm 10 chú chó được đã được gửi đến từ chương trình đặc biệt huấn luyện chó quân đội K9 tại Bắc Kinh. 10 chú chó này ban đầu sẽ không thể đáp ứng được các nhu cầu cấp thiết đặt ra, nên người ta đã tuyển chọn thêm 50 chú chó giữ nhà từ Côn Minh, 40 chú chó tương tự từ thành phố Quý Dương, tỉnh Quý Châu.
Sau một chương trình huấn luyện nghiêm ngặt, 20 con chó xuất sắc nhất đã được tuyển chọn ra từ 90 con chó nhà ban đầu. Với 10 chú chó từ K9, 20 chú chó nhà nêu trên và thêm 10 con chó chăn cừu Đức thuần chủng được nhập thẳng từ Đức, đã xây dựng được một quỹ gen để tiến hành việc lai tạo ra giống chó Côn Minh. Bộ Quốc phòng Trung Quốc đã chính thức công nhận loại chó này như một giống mới (breed) vào năm 1988.

## Đặc điểm
Chó Côn Minh có ngoại hình tương đối giống với chó chăn cừu Đức, nhưng có thân hình thon thả hơn về phần hông và có bộ lông ngắn hơn. Chúng cao từ 25-27 inches (64–68 cm). Đối chứng với béc giê Đức khoảng 60–65 cm, 35–40 kg. Cân nặng: 66-84 pounds (30–38 kg). Đuôi của chúng thường uốn cong trên lưng khi tập luyện. Bộ lông có màu đen trên lưng, mõm cũng có màu sẫm, phần lông màu sáng dao động từ vàng nhạt đến nâu gỉ sắt.